# 9577 Gropius
9577 Gropius è un asteroide della fascia principale. Scoperto nel 1989, presenta un'orbita caratterizzata da un semiasse maggiore pari a 2,4169847 UA e da un'eccentricità di 0,1257747, inclinata di 1,83498° rispetto all'eclittica.